# Нарбековы
Нарбековы — угасший в 1-й половине XIX века дворянский род.
Род возвысился в середине XVII века через родство с Милославскими, после того, как женой царя Алексея Михайловича стала (1648) Мария Милославская, дочь Екатерины Фёдоровны Нарбековой.
При подаче документов (07 февраля 1686) для внесения рода в Бархатную книгу, была предоставлена родословная роспись Нарбековых, жалованная грамота Ивана III Дмитрию Степановичу Нарбекову (1482), указная грамота Ивана IV Ивану Дмитриевичу Нарбекову об освобождении от службы и роспись служб и грамот Нарбековых (1540-1685).

## Происхождение и история рода
Происходит, по сказаниям родословцев, от выехавшего из Большой Орды к великому князю Василию Васильевичу Тёмному, давшего большие вотчины и бывшего восприемником у крестившегося с именем Илья, мурзы Багрима (Абрагим). Как показано в Бархатной книге мурза Абрагим выехал с братом Батый и пасынком Одром.  У Ильи были дети: Дмитрий Нарбеков, Иакиф и Юрья Тегль.
Старший сын Ильи, Дмитрий Нарбеков, родоначальник Нарбековых, его сын Алексей прозванный Держава родоначальник  Державиных, а от От Юрию Тегль —  произошли Теглевы.  Великий князь  Иван III пожаловал Мите (Дмитрию) Степанову сыну Нарбекова волость Мушино в Михайловском (в Ореховне) погосте Бежецкой пятины (июнь 1482).
Историко-этимологический анализ фамилии указывает, что фамилия состоит из собственного имени или прозвания Нар —  гранат, свет, луч и титула —  Бек.

## Известные представители
- Нарбеков Иван Игнатьевич - погиб под Казанью (1487), его имя внесено в синодик Московского Успенского Кремлёвского собора на вечное поминовение.
- Нарбеков Иван Игнатьевич - убит при взятии Казани (1552).
- Нарбеков Владимир - казнён Иваном Грозным (1570).
- Нарбеков Потап Дмитриевич - воевода в Бежецком Верху (1614), Коломне (1619), в Ельце (1624), московский дворянин (1527-1629).
- Нарбеков Богдан Фёдорович - московский дворянин (1629-1640).
- Нарбеков Афанасий Самойлович - стольник патриарха Филарета (1629), московский дворянин (1636-1658), казначей (1658-1676), окольничий (1676), (ум. 16 июля 1680).
- Нарбеков Богдан Фёдорович (умер в 1655 г.) - воевода в Мценске (1637-1639), в Переславле-Рязанском (1646), думный дворянин, сидел в приказе Большого прихода.
- Нарбеков Афанасий Самойлович (умер в 1680) - воевода в Нарыме (1646) царский казначей, потом окольничий.
- Нарбеков Савва Потапович (умер в 1647) - стряпчий с платьем (1627-1629), воевода в Усерде и на Терках (1640-1641), судья на земском дворе.
- Нарбеков Фёдор Саввинович - стряпчий (1640), стольник (1658-1676), думный дворянин (1682-1686), окольничий (1691-1692).
- Нарбеков Степан Саввинович — стольник царицы Марии Ильиничны (1658), стольник (1668-1676), думный дворянин (1685-1692).
- Нарбеков Василий Саввинович - стольник царицы Марии Ильиничны (1658), стольник (1668-1676), думный дворянин (1681), окольничий (1682-1692).
- Нарбеков Иван Афанасьевич - стольник (1668-1692).
- Нарбеков  Александр Степанович - стольник царицы Марфы Матвеевны (1676), стольник царицы Прасковьи Фёдоровны (1686).
- Нарбеков Владимир Степанович - стольник царицы Прасковьи Фёдоровны (1686), комнатный стольник царя Иоанна Алексеевича (1692).
- Нарбеков Андрей Саввинович - стряпчий (1690)[4][5][6].

## Описание герба
В щите, разделённом горизонтально на две части, в верхней части, в красном поле, на левой стороне находится серебряная крепость с тремя башнями (польский герб Гржимала), из коих на средней видна серебряная луна, а на крайних двух по золотой звезде. На правой стороне изображён скачущий к крепости на коне воин, поражённый в глаз стрелой и с пушечным ядром оторванной рукой, держащий меч. В нижней части, в правом золотом поле, посередине означена перпендикулярная меховая полоса. В левом, голубом поле, изображены золотом: крест, над ним корона и внизу луна, рогами вверх обращённая.
На поверхности щита видна красная чалма с пером, над ней натянутый лук и стрела, летящая вверх,а на краях щита поставлены два шлема, имеющие шейные клейноды и по три страусовых пера, среднее голубого цвета, с лавровым венком. Намёт на щите голубой, подложен золотом. Герб внесён в Общий гербовник дворянских родов Всероссийской империи, часть 4, стр. 45.

## Геральдика
Герб Нарбековых принадлежит к группе ранних русских гербов. Первое его изображение сохранилось в рукописи 1680-х годов. В нем на геральдическом щите изображен раненый стрелой в глаз всадник, в которого стреляет   пушка из осажденной крепости. Щит покрыт намётом, шлемом и чалмой, на которой надета дворянская корона. Рисунок сопровождался стихотворным описанием, отдельно: "На герб славный и честнейшей породы Нарбековых",  "Епиграмма на завой (чалму) и коруну",  "На луки и стрелу",  "На шлем и наперие".  Как следует из этого   текста, герб напоминал о подвиге Дмитрия Ивановича Нарбекова, совершенном при взятии Казани (1552). Рисунок XVII века стал основой для первого поля герба, внесённого в ОГДР. Кроме того, его щит покрывала весьма редкая для русской геральдики чалма, также явно восходившая к раннему изображению.